# Джон Сина
Джон Феликс Антъни Сина (на английски: John Cena) е професионален американски кечист, бодибилдър, рапър и актьор. Работи за Световната федерация по кеч. Дълго време е нейно лице и е един от най-великите ѝ фигури.

## Ранен живот
Сина е роден на 23 април 1977 в Уест Нюбъри, Масачузетс, САЩ. Той е вторият по-големина от петима братя Дан, Мат, Стив и Шон. Дядо му Тони Луплен е бил баскетболен играч. Баща му е от италиански произход, докато майка му е от френски, канадски и английски произход. Сина учи в академията Спрингфилд в Спрингфилд, Масачузетс. В колежа е играл във футболния отбор под номер 54, който се използва и в някои от тениските на Сина. След като завършва в Спрингфилд, Сина започва кариера като бодибилдър, работи и като шофьор на лимузина в една компания.

## Професионална кеч кариера

### Ултимейт Про Кеч (1999 – 2001)
Сина започва да тренира за професионален кечист през 1999 г. в Ултимейт Про Кеч. По това време използва псевдонима „Прототипа“. На 10 октомври 2000 г., когато Сина се бие под псевдонима „Прототипа“, той прави своя дебют в дарк мач на Разбиване срещу Майк Ричардсън, където бива победен. Получава още един опит на 9 януари 2001, където побеждава Арън Агулера. Сина успява да задържи УПК Световна титла за един месец през април 2000.

## Световна федерация по кеч

### Дебют (2002 – 2004)
Сина прави своя дебют на 27 юни 2002 като отговаря на предизвикателството на Кърт Енгъл. Той е мотивиран от думите, които Винс Макмеън казва на младите суперзвезди. Сина успява да блокира Енгъл Тръшването и захвата на глезена, но губи от труден за измъкване аматьорски туш. След близката победа Сина става фаворит на феновете и започва вражда с Крис Джерико, побеждавайки го на „Отмъщение“. През октомври Сина и Били Кидман стават част от отборен минитурнир за Отборните титли, като губят още в първия рунд. Следващата седмица Сина се обръща срещу Кидман.
Малко след нападението на Кидман на Хелоуин, Сина се облича като Ванила Айс. Следващата седмица Сина сменя своя имидж и се превръща в рапър, който рапира, докато излиза. Сина започна да използва варианта на 1980 г. WWF, той сложи F като негов ключов символ заедно със слогона Думата Живот. Сина беше в отбор с Б-2. Б-2 по-късно беше заместен от Ред Дог, докато не беше преместен в Първична сила през февруари. По това време Сина е победил 22-годишния млад кечист на име Брайън Даниелсън, който след десет години е известен като Даниел Брайън и победи Сина на Лятно Тръшване за титлата на Федерацията.
През началото на 2003, Сина иска титлата на Федерацията и преследва тогавашния шампион Брок Леснър. По време на враждата Сина измисля новата си завършваща хватка Ем Ти, наименувана така, за да имитира завършващата хватка на Брок Леснър Еф 5. Сина спечели минитурнир, за да се бие срещу Леснър на Ответен Удар, но Сина загуби от Леснър. На Отмъщение, Сина загуби мач срещу Гробаря. В края на годината Сина отново става фаворит на феновете, като се присъединява към отбора на Кърт Енгъл на Сървайвър.

### Издигане до суперзвезда (2004 – 2005)
По-рано през 2004 Сина участва в Кралското Меле на Кралски грохот 2004, той успява да издържи до последните шестима преди да бъде елиминиран от Грамадата и мача да бъде спечелен от Крис Беноа. Елиминацията води до вражда с Грамадата, в която Сина печели титлата на Съединените щати от Грамадата на КечМания 20. Титлата е отнета от Сина четири месеца по-късно от Главния мениджър на Разбиване Кърт Енгъл. Сина си връща титлата като побеждава Букър Ти в 3-от-5-мача на „Без милост“, само за да я загуби на следващата седмица от дебютиращия Карлито. След загубата от Карлито дуото започва вражда, в която бодигардът на Карлито – Хесус удря Сина в гърба, от което Сина получава травма. Сина се завръща през ноември и си връща титлата от Карлито и направи костюмизирана въртяща се титла.
Сина взима участие в мача Кралското меле през 2005, издържа до последните двама. Сина и Батиста падат извън въжетата по едно и също време, Винс Макмеън излезе и рестартира мача и Батиста елиминира Сина. Следващия месец Сина побеждава Кърт Енгъл, за да си спечели място на КечМания 21, така започва вражда с тогавашния шампион на Федерацията Джон Брадшоу Лейфиелд (Джей Би Ел) и кабинета му. По-рано през враждата, Сина загубва титлата на Съединените щати от член на кабинета – Орландо Джордан.

## В кеча

### Титли и постижения
- Шампион на Федерацията (14 пъти)
- Световен шампион в тежка категория (3 пъти)
- Шампион на Съединените щати на WWE (5 пъти)
- Световен Отборен шампион на WWE (2 пъти) с Батиста (1) и Шон Майкълс (1)
- Отборен шампион (2 пъти) с Миз (1) и Дейвид Отунга (1)
- Г-н Договора в Куфарчето (2012 – Титлата на Федерацията)
- Кралски грохот (2008, 2013)
- Първи претендент за Титлата на Федерацията на турнирите (2003), (2005)
- Слами награда (10 пъти)
- WWE Championship U.S.A. (1 път)

### Ключови хватки
- Коригиране на Отношенията
- Де Де Те
- Странична преса от въжетата
- Крак брадва булдог от въжетата
- Падащ лист, понякога от въжетата
- Лакът в сърцето
- Удара с кокалчетата
- Ураган
- Саблен удар
- Рибарски суплес
- Вертикален суплес
- STF ес те фю / STFU
- Поваляне с рамо
- Булдог с една ръка
- Бомба
- Гръбнакотрошач

### Прякори
- Лидерът на Сина нацията
- Шампиона (като шампион)
- Лицето на Федерацията
- Доктора по гангстерология
- Най-добрия
- Прото

### Мениджъри
- Кений Болин
- Б-2
- Ред Дог
- Г-н Макмеън
- Братята Усо
- Близначките Бри и Ники Бела

### Интро песни
- Slam Smack (27 юни 2002 – 7 ноември 2002)
- Insent Bass Here от DJ Case (14 ноември 2002 – 13 февруари 2003)
- Basic Thuganomics от Джон Сина (27 март 2003 – 10 март 2005)
- The Time is Now от Джон Сина и Трейдмарк (17 март 2005 –)